# مورونتاو
مورونتاو (به ازبکی: Muruntau) یک منطقهٔ مسکونی در ازبکستان است که در ولایت نوایی واقع شده‌است. مورونتاو ۴٬۳۲۰ نفر جمعیت دارد.